# Bantigny
Bantigny je francouzská obec v departementu Nord v regionu Hauts-de-France. Žije zde 499 obyvatel.

## Geografie

### Sousední obce
| Růžice kompasu |           | Hem-Lenglet | Paillencourt  | Růžice kompasu |
| Růžice kompasu | Abancourt | Sever       | Thun-l'Évêque | Růžice kompasu |
| Růžice kompasu | Abancourt | Bantigny    | Thun-l'Évêque | Růžice kompasu |
| Růžice kompasu | Abancourt | Jih         | Thun-l'Évêque | Růžice kompasu |
| Růžice kompasu | Blécourt  |             | Cuvillers     | Růžice kompasu |